# Вільгельм Шпар
Вільгельм Шпар (нім. Wilhelm Spahr; 4 квітня 1904, Торнеш — 6 жовтня 1978, Квікборн) — німецький офіцер-підводник, капітан-лейтенант крігсмаріне. Кавалер Німецького хреста в золоті

## Біографія
В 1921 році вступив на флот. Пройшов курс підводника, після чого служив на підводних човнах U-12, U-15 і U-16. З грудня 1938 року — старший штурман на U-47. З лютого 1940 по грудень 1941 року займав різні посади, в тому числу інструктора 1-ї навчальної дивізії підводних човнів та училища торпед і зв'язку в Фленсбурзі-Мюрвіку. З 14 лютого 1943 року — 1-й вахтовий офіцер на U-178. З 25 листопада 1943 по 25 серпня 1944 року — командир свого човна, здійснив 1 похід (27 листопада 1943 — 25 травня 1944). 27 грудня 1943 року потопив американський торговий пароплав José Navarro водотоннажністю 7244 тонни, який перевозив 3000 тонн армійських вантажів, включаючи мулів, фураж, труби і десантні килимки; всі 166 членів екіпажу вижили, 1 був поранений. У вересні-жовтні 1944 року пройшов підготовку в 23-й флотилії. З жовтня 1944 року служив в 4-му запасному морському дивізіоні. В лютому-березні 1945 року — навчальний керівник в 1-й навчальній дивізії підводних човнів, в березні-травні — в 19-й флотилії.

## Звання
- Лейтенант-цур-зее (1 січня 1940)
- Оберлейтенант-цур-зее (1 січня 1941)
- Капітан-лейтенант (1 січня 1943)

## Нагороди
- Медаль «За вислугу років у Вермахті» 4-го, 3-го і 2-го класу (18 років)
- Залізний хрест 2-го і 1-го класу
- Нагрудний знак підводника
- Німецький хрест в золоті (7 січня 1944)